# Peña de los Enamorados
La Peña de los Enamorados és un penyal calcari situat en el municipi d'Antequera, a la província de Màlaga, Espanya). Té una altitud de 874 msnm i se situa proper a l'autovia A-92 i a l'antiga N-342. La seva superfície com a paisatge d'interès cultural abasta 117 hectàrees.

## Llegenda

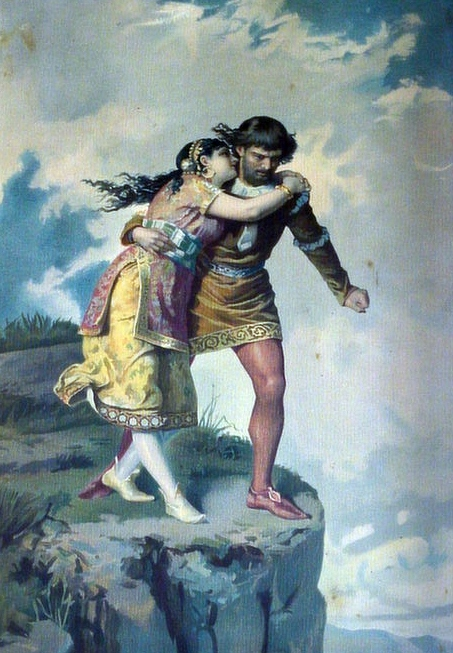
Litografia de la Peña de los Enamorados basada en la tradició oral

Té una morfologia molt característica, ja que sembla el cap d'un indi tombat, també és conegut com «L'Indi d'Antequera». Rep el nom d'una llegenda fronterera tardomedieval que explica que uns enamorats, ell cristià i ella una princesa mora, fugint dels soldats enviats pel pare d'ella per capturar-los, van ser acorralats en aquests paratges i per evitar que els separessin van pujar pel cap alt d'aquesta penya des de la qual es van llançar junts al buit, per unir-se en l'eternitat. Altra versió de la llegenda diu que els dos joves amants eren àrabs de clans rivals, un jove d'Antequera i una noia de les rodalies.

## Interès arqueològic
Cal destacar la importància arqueològica d'aquesta zona des del Paleolític inferior a causa de l'alt nivell d'ocupació d'Antequera al llarg de la història. Exemple d'aquesta importància són els nombrosos jaciments situats a l'est de la Peña de los Enamorados, entre els quals es troben: Los Olivillos, los Olivillos III, Cerro de la Virgen, Frente Camino de Peralta, Caserío de Lerva II, Casería Nueva, Casería de la Mancha, Casería San Antonio, Los Portones de la Puebla, Partido Alto I, Partido Alto II, Arroyo Adelfas, Camino San Felipe, Huerta Ciprés, Huerta Palero.
Les característiques del jaciment arqueològic de la Peña de los Enamorados venen determinades per la seva ubicació, les estructures s'adapten perfectament a la orografia del terreny i creen un paisatge singular. Aquest lloc es defineix a més per l'extensió de la seva ocupació. Els estudis han permès documentar una àmplia seqüència estratigràfica amb nivells que arrenquen des d'època postpaleolítica i arriben en última instància fins al període romà i medieval.
Aquest jaciment constitueix un dels assentaments més occidentals que es coneixen dins de l'òrbita de la Cultura d'El Argar. Suposa a més un enclavament fonamental del Bronze final a les terres malaguenyes de l'interior per a l'estudi del substrat previ a la creació dels assentaments fenicis de la costa.

## Descripció de la zona arqueològica
La primera ocupació de la penya a nivell superficial es correspon tradicionalment amb l'edat del bronze, segons els materials ceràmics en els quals predominen les factures allisades, espatulades o brunyides, en tipologies de bols i atuells crestalleres, olles grans i orses. Tanmateix, la presència de cistes realitzades amb pedra calcària adscriu aquest primer moment a un període argàric.
Durant els treballs de prospecció emmarcats en el primer Projecte de Arqueometalurgia Prehistòrica de la província de Màlaga es va constatar la presència en el vessant oest de la penya d'elements molt erosionats d'un establiment lleugerament més antic, amb abundant ceràmica de estil campaniforme associats en superfície amb els testimoniatges d'una intensa activitat metal·lúrgica per al benefici del coure.
Després d'un hiat de l'edat del bronze tardana es reocupa el vessant durant el Bronze final, comptant amb la presència de ceràmica típica d'aquest moment, sobretot fonts carenades amb un bon tractament superficial. El fet més característic de l'emplaçament és la seva ubicació en un lloc de fàcil defensa i que permet el control de camins i accessos a la vega d'Antequera. En referència als enterraments propis d'aquest assentament es corresponen amb inhumacions en cistes que es localitzen en el propi nucli d'hàbitat.

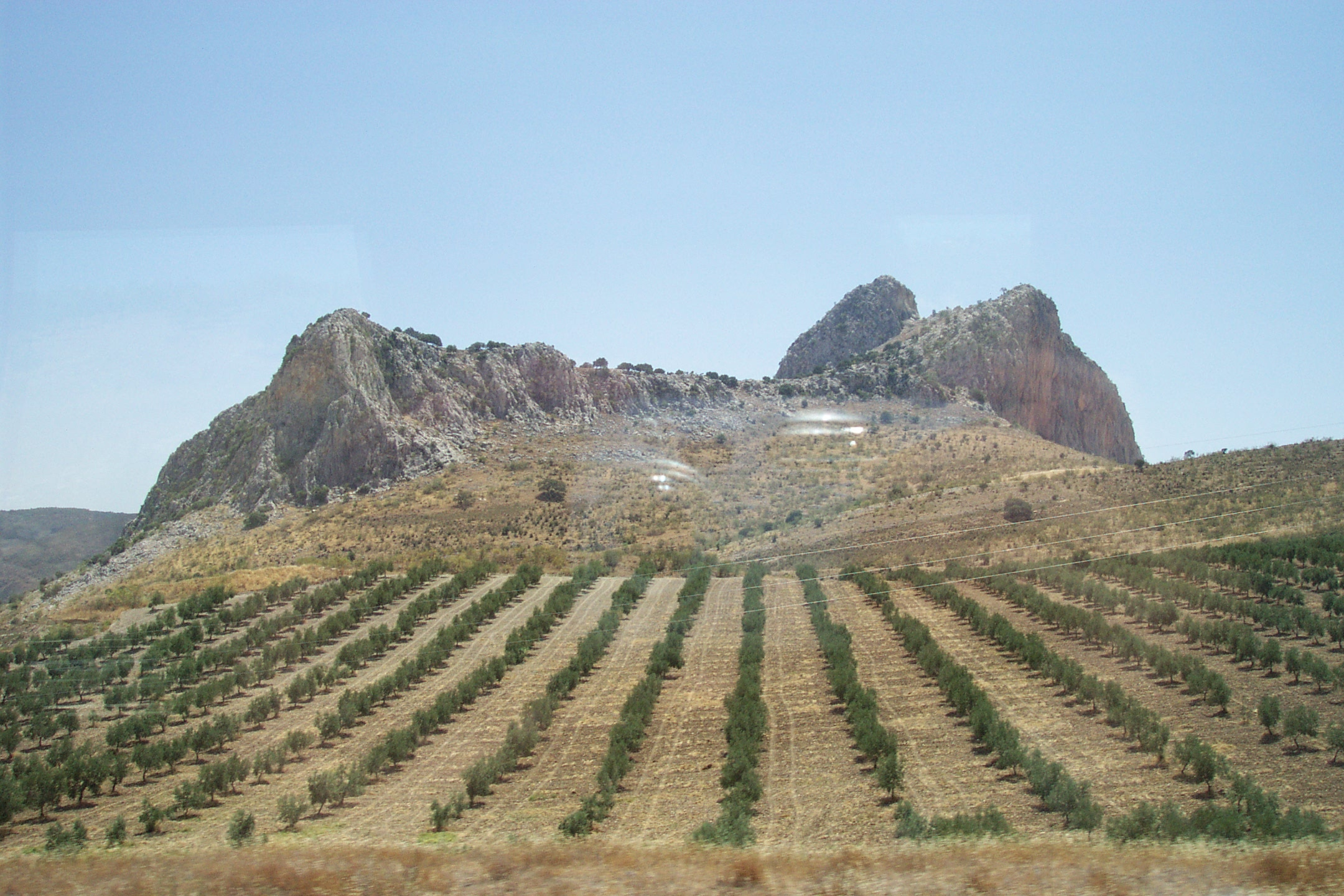
Vista de la Peña de los Enamorados des d'altre vessant

L'etapa romana es troba representada per material ceràmic dispers així com restes estructurals. La necròpoli se situa en un espai proper al riu Guadalhorce i en relació amb la via que comunicava Antikaria amb Ilíberis, que segueix el patró tradicional d'aquests àmbits. Les tombes es caracteritzen per la seva coberta a dues aigües, adscrivint-se pels seus materials a un ampli període, des del segle i al iv. Posteriorment, i ja com a part del període medieval, es localitza en superfície material ceràmic i constructiu, així com estructures interpretades tradicionalment com a defensives.
Finalment, situat al peu de la cara nord-oest de la Peña de los Enamorados es troba l'abric de Matacabras com a testimoniatge i fita fonamental per la seva relació amb el conjunt arqueològic dels dòlmens d'Antequera, especialment amb el dolmen de Menga, l'eix central del qual apunta cap a aquest. Aquest sepulcre s'orienta cap al nord-est, al nord de la sortida del sol en el solstici d'estiu, considerada una orientació totalment anòmala en aquest context cultural. Les pintures representen una sèrie de motius en vermell, zoomorfes i antropomorfes, de cronologia post-paleolítica.

## Grau de protecció
- 2011: Declarat per la Junta d'Andalusia Bé d'Interès Cultural amb la tipologia de Zona Arqueològica.[4]
- 2016: Declarat per la UNESCO Patrimoni Mundial, formant part dels dòlmens d'Antequera amb el dolmen de Menga, el dolmen de Viera, el dolmen de El Romeral i la serra del Torcal de Antequera.[5]